# 16 de fevereiro
16 de fevereiro é o 47.º dia do ano no calendário gregoriano. Faltam 318 dias para acabar o ano (319 em anos bissextos).

## Eventos históricos

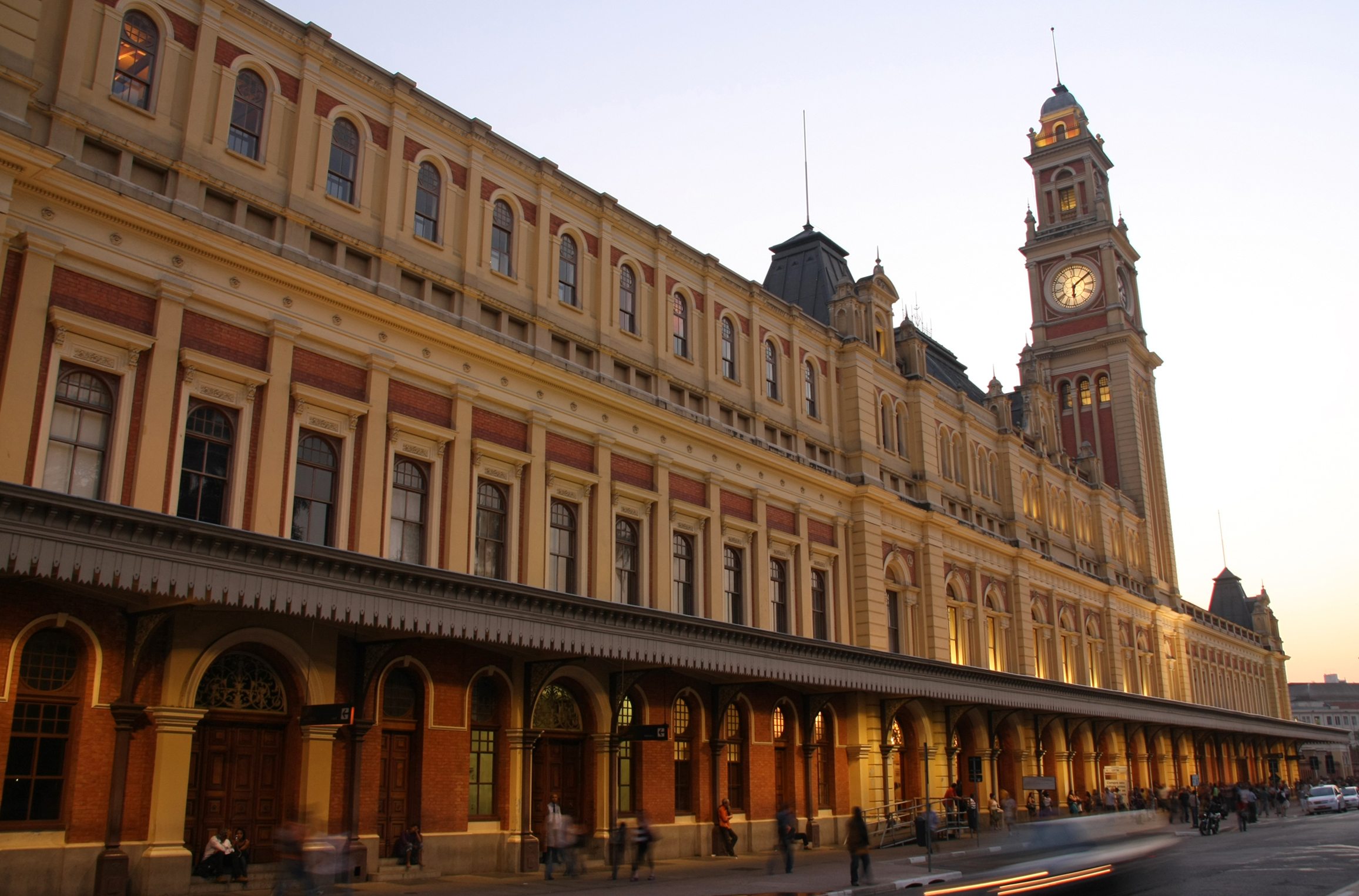
1867: Inauguração da primeira Estação da Luz, em São Paulo

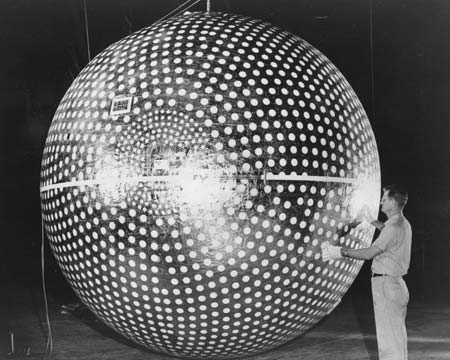
1961: Explorer 9 antes do lançamento

- 1249 — André de Longjumeau é enviado por Luís IX da França como seu embaixador para se encontrar com o grão-cã do Império Mongol, Guiuque Cã. No entanto, o grão-cã já havia falecido no ano anterior e quem governava o Império Mongol naquele ano era a viúva deste, Ogul Caimis.
- 1270 — O Grão-Ducado da Lituânia derrota a ordem de cavaleiros dos Irmãos Livônios da Espada na Batalha de Karuse, também chamada de Batalha no Gelo, pois foi travada no Mar Báltico congelado entre a ilha de Muhu e o continente.
- 1630 — Invasões holandesas no Brasil: tropas holandesas, comandadas por Hendrick Lonck, conquistam as cidades portuguesas coloniais na América do Sul de Olinda e de Recife, que se tornam parte da Nova Holanda.
- 1646 — Batalha de Torrington, Devon: a última grande batalha da Primeira Guerra Civil Inglesa, travada entre monarquistas a favor de que o falecido rei Carlos I da Inglaterra, Irlanda e Escócia governasse com poder absoluto e parlamentaristas a favor de um parlamento com representantes do povo e da abolição da monarquia para se criar uma república.
- 1699 — Emitido o primeiro documento de Leopoldo I do Sacro Império Romano-Germânico (atual Alemanha) reconhecendo que o clero católico grego gozava dos mesmos privilégios que os sacerdotes católicos romanos no Principado da Transilvânia.
- 1796 — Colombo no Ceilão (atual Sri Lanka) cai nas mãos dos britânicos, completando a invasão do Ceilão.[1]
- 1804 — Guerra de Trípoli: Stephen Decatur lidera uma incursão para incendiar a fragata–pirata USS Philadelphia.
- 1822 — Guerra de Independência do Brasil: O príncipe D. Pedro de Alcântara de Bragança, cria o Conselho dos Procuradores Gerais das Províncias do Brasil, conselho este ilegal aos olhos das Cortes Gerais e Extraordinárias da Nação Portuguesa. O conselho tentava contornar os efeitos da criação das Juntas Provisórias de Governo nas províncias, subordinadas diretamente a Portugal. Visava obter também a adesão das províncias à causa da independencia.[2]
- 1827 — Guerra da Cisplatina: ocorre a Batalha de Umbu, travada entre as forças das Províncias Unidas do Rio da Prata (atual Argentina) e as do Império do Brasil.
- 1867
  - Abertura ao tráfego da primeira ferrovia da então Província de São Paulo, a São Paulo Railway.
  - Inauguração da Estação da Luz, em São Paulo.
- 1900 — A expedição Southern Cross liderada por Carsten Borchgrevink alcançou um novo extremo sul de 78° 50'S, desembarcando na plataforma de gelo Ross.
- 1918 — Conselho da Lituânia aprova por unanimidade o Ato da Independência, declarando a Lituânia como um Estado independente.
- 1923 — Howard Carter abre a câmara mortuária do Faraó Tutancâmon.
- 1925 — Toma posse em Portugal o 42.º governo republicano, chefiado pelo presidente do Ministério Vitorino Guimarães.
- 1934 — Guerra Civil Austríaca termina com a derrota dos social-democratas e dos Republikanischer Schutzbund.
- 1937 — Wallace Carothers recebe uma patente dos Estados Unidos para o náilon.
- 1943 — Segunda Guerra Mundial: nas primeiras fases da Terceira batalha de Carcóvia, as tropas do Exército Vermelho retomam a cidade.
- 1945 — Segunda Guerra Mundial: forças norte-americanas desembarcam na Ilha Corregidor, nas Filipinas. Os norte-americanos buscam recuperar as Filipinas dos japoneses, sendo que na época as Filipinas eram um território ultramarino dos Estados Unidos.
- 1959 — Fidel Castro se torna primeiro-ministro de Cuba depois que o presidente Fulgencio Batista foi derrubado em 1º de janeiro.
- 1960 — O submarino da Marinha dos EUA USS Triton inicia a Operação Sandblast, partindo de New London, Estados Unidos, para iniciar a primeira circum-navegação submersa do globo.
- 1961 — Programa Explorer: o Explorer 9 é lançado.
- 1962
  - Inundações nas áreas costeiras da Alemanha Ocidental matam 315 pessoas e destroem as casas de cerca de 60 000 pessoas.[3]
  - O Great Sheffield Gale um intenso vendaval europeu que atravessou o Reino Unido, matando nove pessoas; a cidade de Sheffield foi devastada, com 150 000 casas danificadas.[4]
- 1968 — O voo 010 da Civil Air Transport cai perto do aeroporto de Shongshan, Taipé, em Taiwan, matando 21 das 63 pessoas a bordo e mais uma em solo.[5]
- 1978 — É criado o primeiro sistema de BBS para computador (CBBS em Chicago).
- 1985 — É fundado no Líbano o partido político Hezbollah ("Partido de Deus" em árabe). O partido no entanto é considerado um grupo terrorista pelos Estados Unidos, Canadá, Argentina, União Européia, Israel, Austrália e pela Liga Árabe.
- 1986 — O voo 2265 da China Airlines cai no Oceano Pacífico perto do Aeroporto de Penghu, em Taiwan, matando todos os 13 a bordo.[6]
- 1991 — O líder nicaraguense dos Contras, Enrique Bermúdez, é assassinado em Manágua.
- 1998 — Voo China Airlines 676 cai em uma estrada e área residencial perto do Aeroporto Internacional de Taiwan Taoyuan em Taiwan, matando todas as 196 pessoas a bordo e mais sete no solo.
- 2005 — Entra em vigor o Protocolo de Quioto após a sua ratificação pela Rússia.
- 2018 — Governo Federal do Brasil decreta intervenção federal na segurança pública do Estado do Rio de Janeiro, pela primeira vez sob a vigência da Constituição de 1988.
- 2021 — Cinco mil pessoas se reuniram na cidade de Kherrata, província de Bugia, para marcar o aniversário de dois anos do movimento de protesto Hirak. As manifestações foram suspensas por causa da pandemia de COVID-19 na Argélia.

## Nascimentos

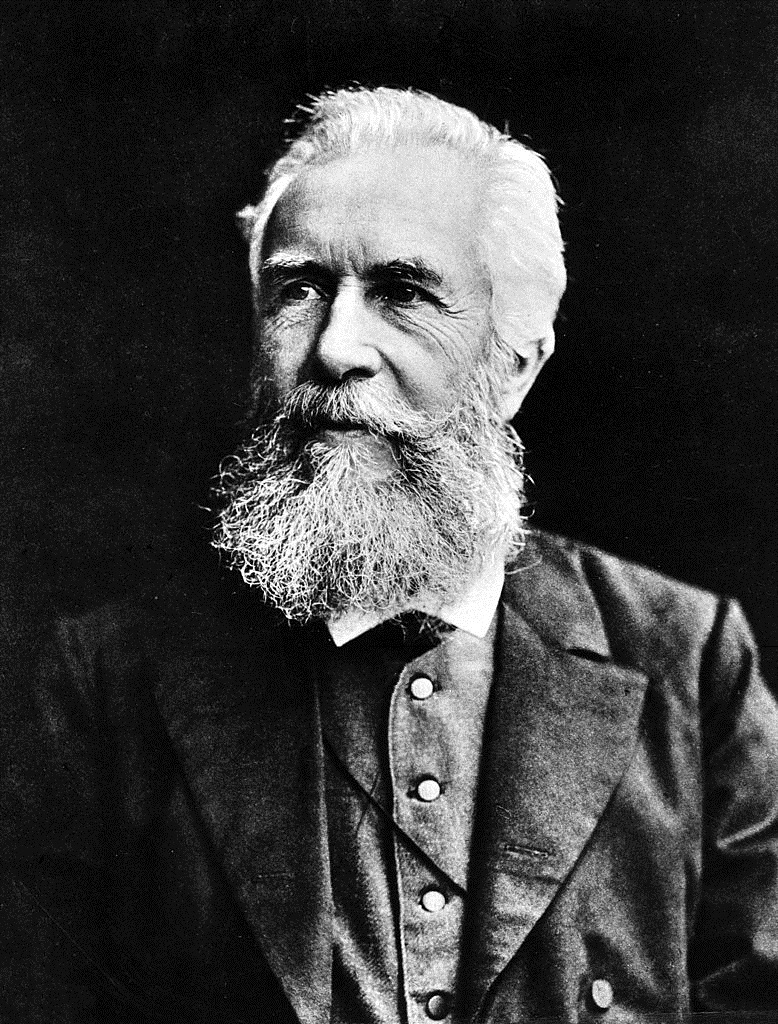
Ernst Haeckel

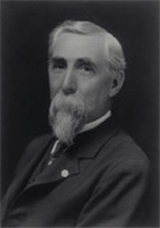
Henry Leland

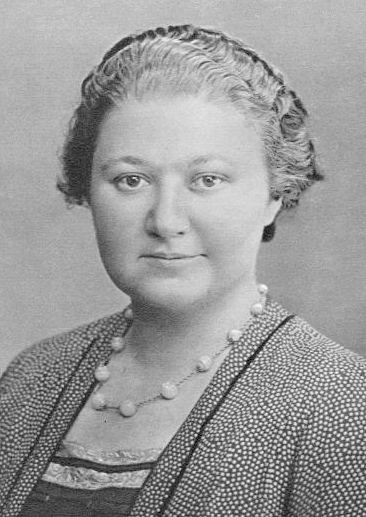
Vera Menchik

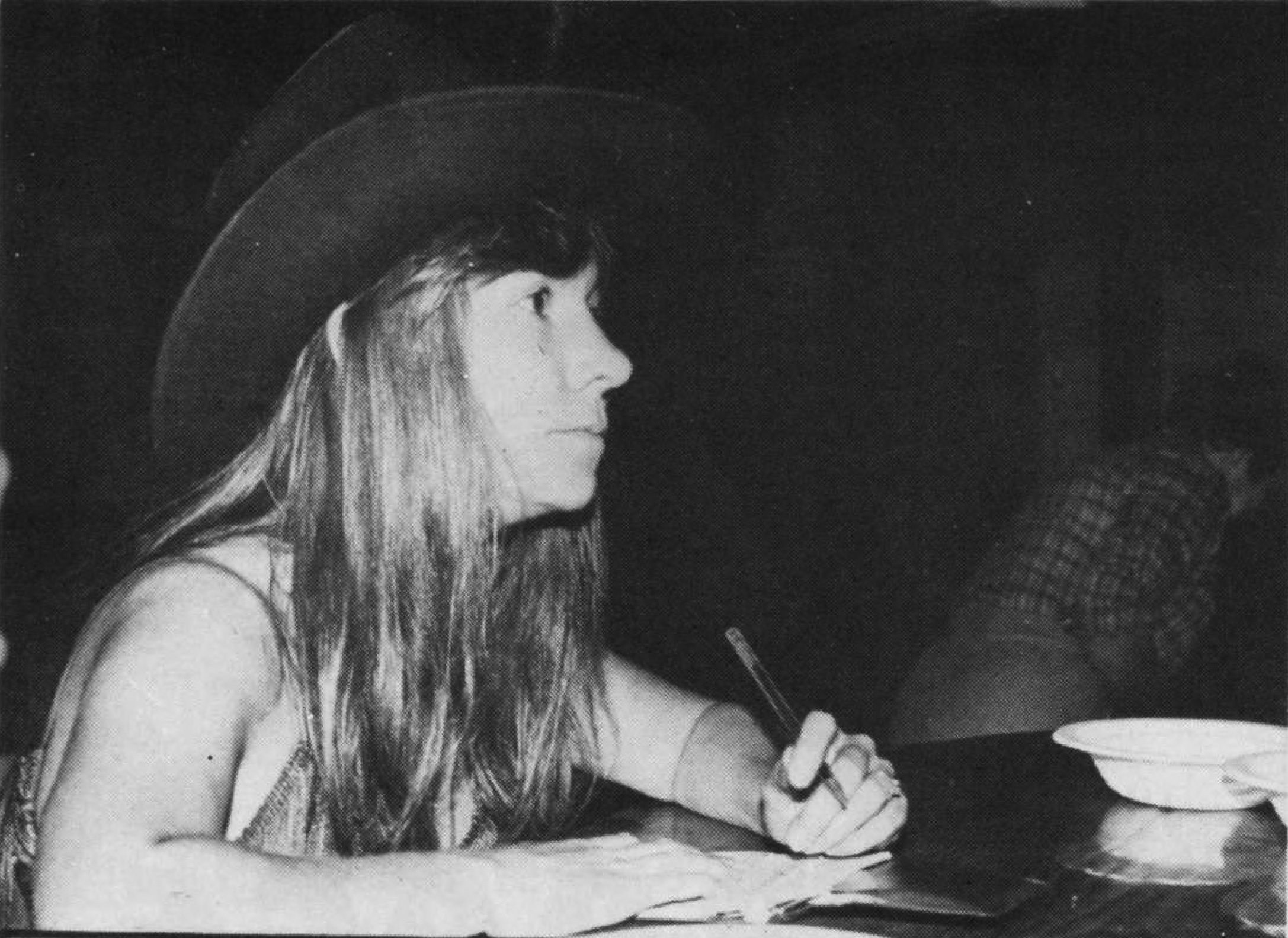
Roberta Williams

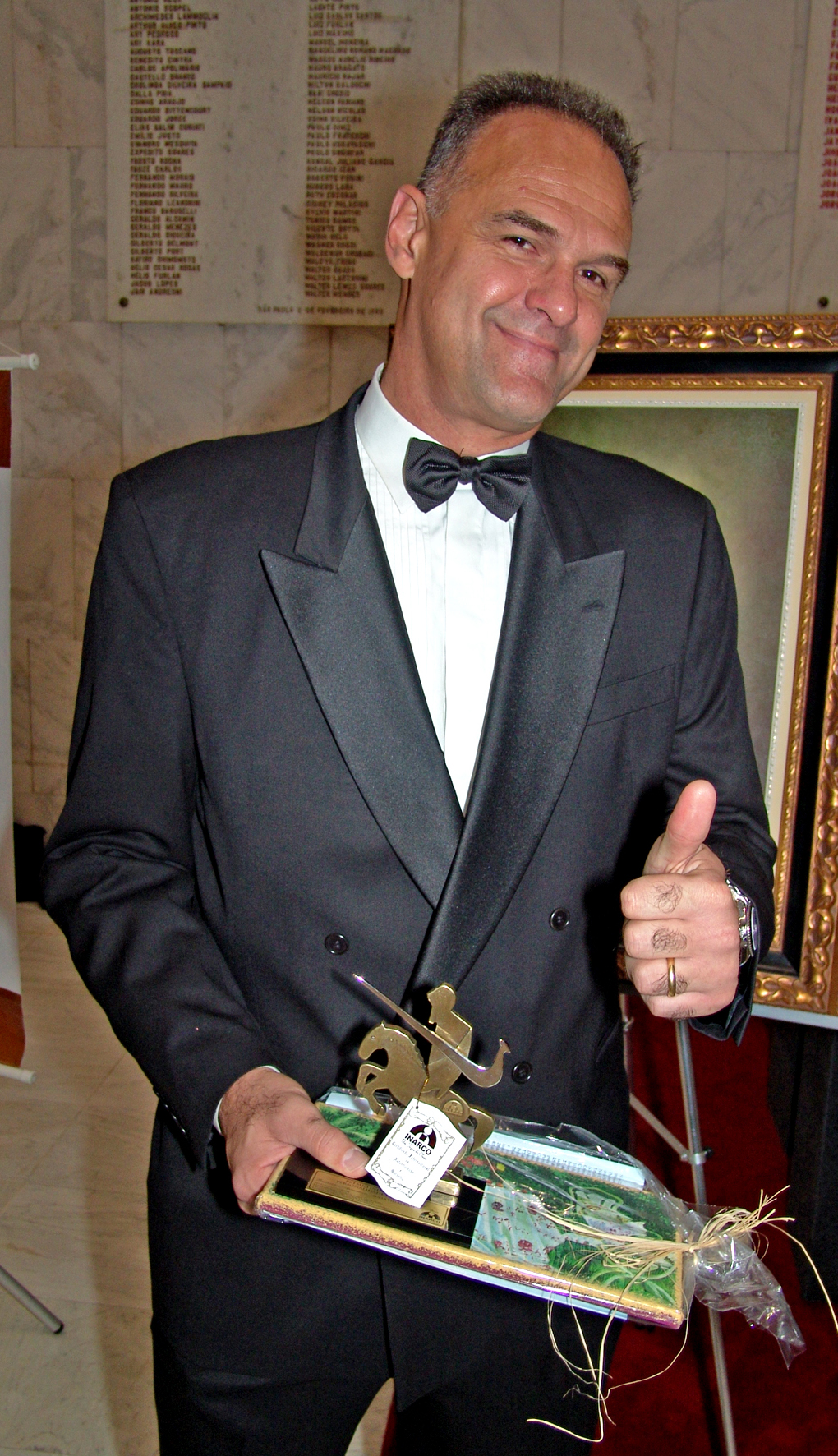
Oscar Schmidt

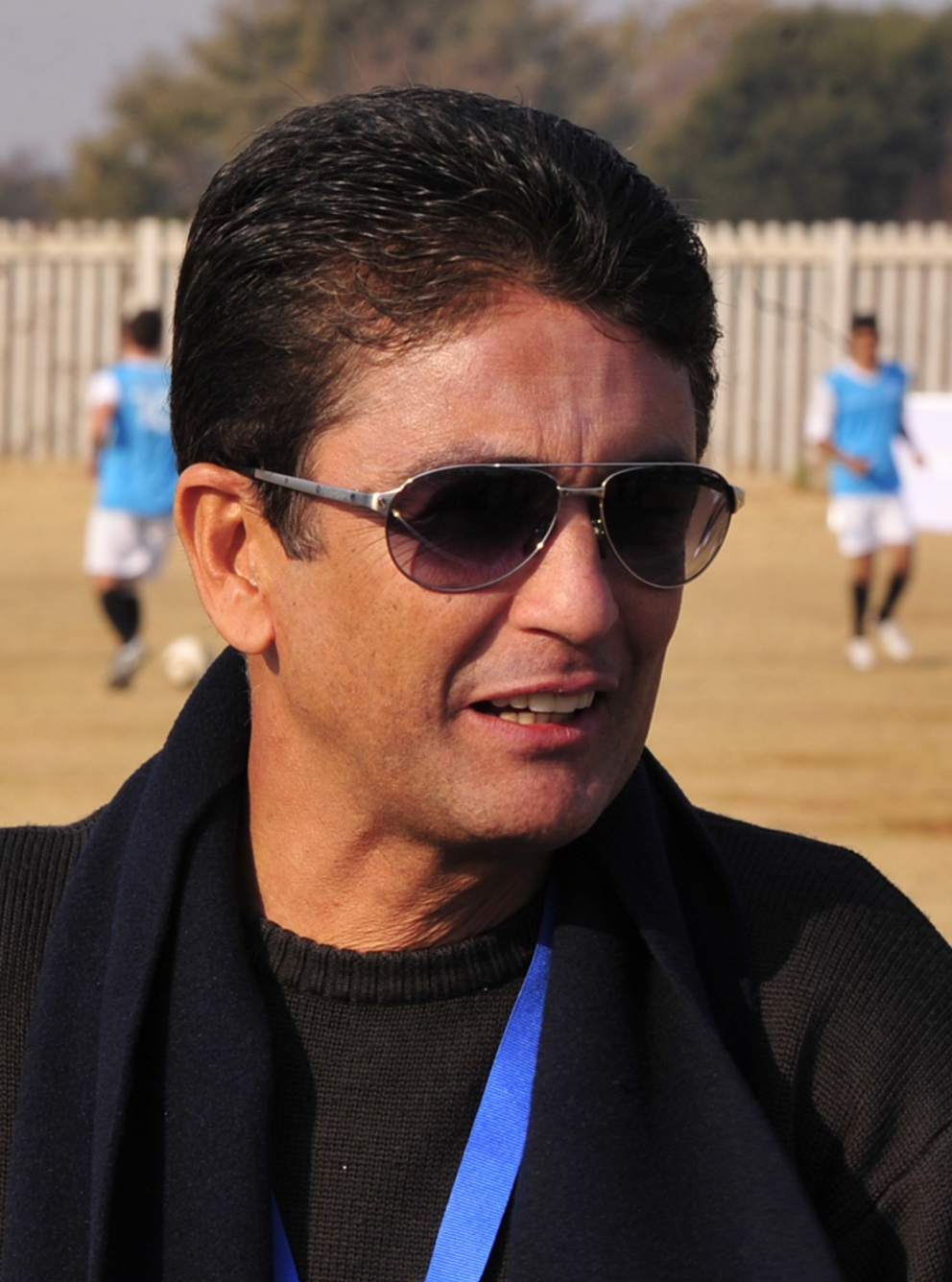
Bebeto

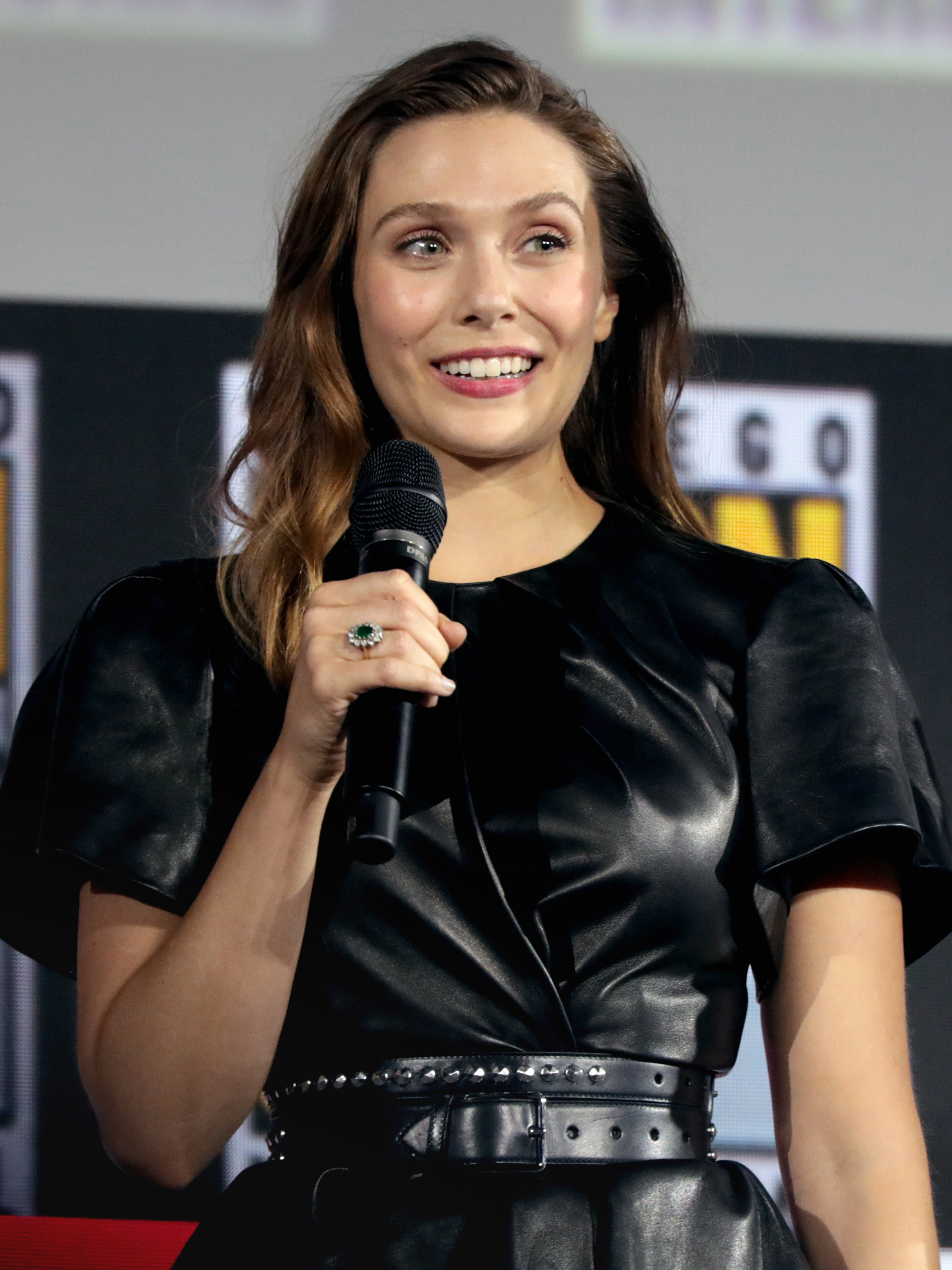
Elizabeth Olsen

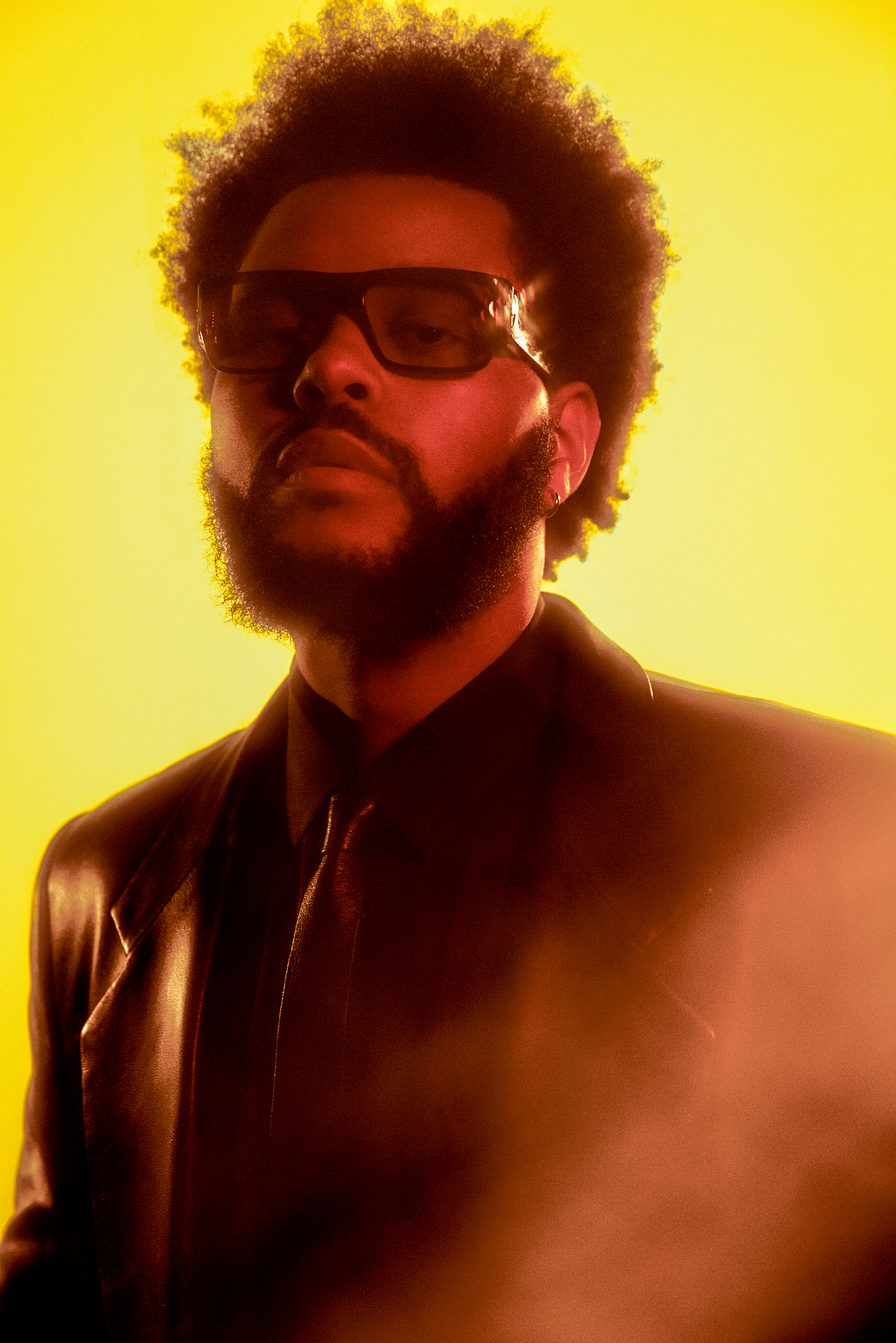
The Weeknd

### Anteriores ao século XIX
- 1222 — Nitiren Daishonin, monge budista japonês (m. 1282).
- 1331 — Coluccio Salutati, líder político italiano (m. 1406).
- 1419 — João I, Duque de Cleves (m. 1481).
- 1497 — Filipe Melâncton, astrólogo, astrônomo e acadêmico alemão (m. 1560).
- 1519 — Gaspar II de Coligny, almirante francês (m. 1572).
- 1620 — Frederico Guilherme, Eleitor de Brandemburgo (m. 1688).
- 1698 — Pierre Bouguer, matemático, geofísico e astrônomo francês (m. 1758).
- 1727 — Nikolaus Joseph von Jacquin, botânico, químico e micologista austríaco (m. 1817).
- 1761 — Charles Pichegru, general francês (m. 1804).
- 1776 — Abraham Raimbach, gravurista britânico (m. 1843).
- 1786 — Maria Pavlovna da Rússia (m. 1859).

### Século XIX
- 1802 — Phineas Parkhurst Quimby, místico e filósofo estadunidense (m. 1866).
- 1804 — Carl Theodor Ernst von Siebold, fisiologista e zoólogo alemão (m. 1885).
- 1812 — Henry Wilson, coronel e político estadunidense (m. 1875).
- 1821 — Heinrich Barth, explorador e estudioso alemão (m. 1865).
- 1822 — Francis Galton, biólogo e estatístico britânico (m. 1911).
- 1826 — Joseph Victor von Scheffel, poeta e escritor alemão (m. 1886).
- 1831 — Nikolai Leskov, escritor, dramaturgo e jornalista russo (m. 1895).
- 1834 — Ernst Haeckel, biólogo, médico e filósofo alemão (m. 1919).
- 1838 — Henry Brooks Adams, jornalista, historiador e escritor estadunidense (m. 1918).
- 1841 — Armand Guillaumin, pintor francês (m. 1927).
- 1843 — Henry Leland, engenheiro e empresário americano (m. 1932).
- 1848
  - Hugo de Vries, botânico, geneticista e acadêmico neerlandês (m. 1935).
  - Octave Mirbeau, jornalista, romancista e dramaturgo francês (m. 1917).
- 1852 — Charles Taze Russell, religioso estadunidense (m. 1916).
- 1868 — Edward S. Curtis, etnólogo e fotógrafo americano (m. 1952).
- 1873 — Radoje Domanović, jornalista e escritor sérvio (m. 1908).
- 1876 — G. M. Trevelyan, historiador e acadêmico britânico (m. 1962).
- 1878
  - Pamela Colman Smith, ocultista e ilustradora britânica (m. 1951).
  - James Colosimo, mafioso ítalo-americano (m. 1920).
- 1884 — Robert Flaherty, diretor e produtor de filmes estadunidense (m. 1951).
- 1887 — Kathleen Clifford, atriz americana (m. 1962).
- 1888 — Adelmar Tavares, jurista, magistrado e poeta brasileiro (m. 1963).
- 1889 — Pavel Dybenko, militar e político russo (m. 1938).
- 1891 — Hans F. K. Günther, eugenista e acadêmico alemão (m. 1968).
- 1892 — Gilbert Pratt, diretor, ator e roteirista estadunidense (m. 1954).
- 1893
  - Katharine Cornell, atriz, produtora teatral e diretora estadunidense (m. 1974).
  - Mikhail Tukhachevsky, militar russo (m. 1937).
- 1895 — Gonzalo Güell, político, advogado e diplomata cubano (m. 1985).
- 1896 — Roberto Chery, futebolista uruguaio (m. 1916).

### Século XX

#### 1901–1950
- 1901 — Chester Morris, ator americano (m. 1970).
- 1902 — Karl Saur, engenheiro e político alemão (m. 1966).
- 1903 — Edgar Bergen, ventríloquo e ator estadunidense (m. 1978).
- 1904
  - George F. Kennan, historiador, político e diplomata estadunidense (m. 2005).
  - James Baskett, ator e cantor estadunidense (m. 1948).
- 1906 — Vera Menchik, jogadora de xadrez britânico-tchecoslovaco-russa (m. 1944).
- 1909 — Hugh Beaumont, ator e diretor estadunidense (m. 1982).
- 1910 — Hilyard M. Brown, diretor de arte estadunidense (m. 2002).
- 1912 — Alfredo Valadas, futebolista português (m. 1994).
- 1915 — Siegfried Purner, handebolista alemão (m. 1944).
- 1916
  - Julien Darui, futebolista francês (m. 1987).
  - Duong Van Minh, militar e político vietnamita (m. 2001).
- 1918 — Walt Faulkner, automobilista estadunidense (m. 1956).
- 1920 — Tony Crook, automobilista britânico (m. 2014).
- 1921
  - Jean Behra, automobilista francês (m. 1959).
  - Vera-Ellen, atriz, cantora e dançarina teuto-americana (m. 1981).
  - Hua Guofeng, político chinês (m. 2008).
- 1922
  - Heinz-Wolfgang Schnaufer, soldado e aviador alemão (m. 1950).
  - Joseph Mermans, futebolista belga (m. 1996).
- 1925 — Carlos Paredes, guitarrista e compositor português (m. 2004).
- 1926
  - Margot Frank, vítima do holocausto teuto-holandesa (m. 1945).
  - John Schlesinger, ator e diretor britânico (m. 2003).
- 1927 — June Brown, atriz britânica (m. 2022).
- 1928 — Pedro Casaldáliga, religioso hispano-brasileiro (m. 2020).
- 1929 — Gerhard Hanappi, futebolista e arquiteto austríaco (m. 1980).
- 1930 — Jack Sears, automobilista britânico (m. 2016).
- 1931 — Otis Blackwell, compositor, cantor e pianista estadunidense (m. 2002).
- 1932 — Ahmad Tejan Kabbah, economista, advogado e político serra-leonês (m. 2014).
- 1935
  - Sonny Bono, ator, cantor e político estadunidense (m. 1998).
  - Bradford Parkinson, coronel e engenheiro americano.
  - Íris Bruzzi, atriz brasileira.
- 1937
  - Yuri Manin, matemático e acadêmico russo-alemão (m. 2023).
  - João Ferreira-Rosa, fadista português (m. 2017).
  - Valentin Bondarenko, cosmonauta russo (m. 1961).
  - Nur Hassan Hussein, político somali (m. 2020).
- 1938
  - John Corigliano, compositor e acadêmico americano.
  - Sammy Chapman, futebolista britânico (m. 2019).
- 1941
  - Kim Jong-il, comandante e político norte-coreano (m. 2011).
  - Felipe Ruvalcaba, futebolista mexicano (m. 2019).
- 1943 — Marta Mendonça, cantora brasileira.
- 1944
  - Richard Ford, romancista e contista americano.
  - António Mascarenhas Monteiro, político cabo-verdiano (m. 2016).
  - Regine Heitzer, ex-patinadora artística austríaca.
- 1945
  - Julio Morales, ex-futebolista uruguaio. (m. 2022)
  - Jeremy Bulloch, ator britânico (m. 2020).
- 1946 — Aleksandr Shaparenko, ex-canoísta ucraniano.
- 1947 — Franz West, escultor austríaco (m. 2012).
- 1948
  - Eckhart Tolle, escritor e palestrante alemão.
  - Ellen Gracie, jurista brasileira.

#### 1951–2000
- 1951
  - Juan Carlos Oblitas, ex-futebolista e treinador de futebol peruano.
  - William Katt, ator estadunidense.
  - Franz-Josef Hermann Bode, bispo católico alemão.
- 1952 — James Ingram, cantor e compositor e produtor estadunidense (m. 2019).
- 1953 — Roberta Williams, designer de videogames estadunidense.
- 1954
  - Iain M. Banks, escritor e dramaturgo britânico (m. 2013).
  - Margaux Hemingway, modelo e atriz estadunidense (m. 1996).
- 1956
  - Vincent Ward, diretor e roteirista neozelandês.
  - Rina Messinger, ex-modelo israelense.
  - Carlos Aragonés, ex-futebolista e treinador de futebol boliviano.
- 1957 — LeVar Burton, ator, diretor e produtor americano.
- 1958
  - Ice-T, ator e rapper estadunidense.
  - Oscar Schmidt, ex-basquetebolista brasileiro.[7]
  - Herb Williams, ex-basquetebolista e treinador de basquete americano.
  - Andrey Bal, futebolista e treinador de futebol ucraniano (m. 2014).
- 1959
  - Chico Díaz, ator brasileiro.
  - John McEnroe, ex-tenista e comentarista esportivo estadunidense.
- 1960
  - Pete Willis, guitarrista e compositor britânico.
  - Abdullah Al-Buloushi, ex-futebolista kuwaitiano.
- 1961
  - Andy Taylor, cantor, compositor, guitarrista e produtor musical britânico.
  - Jörg Schmidt, canoísta alemão (m. 2022).
- 1963 — Ines Geissler, ex-nadadora alemã.
- 1964
  - Christopher Eccleston, ator britânico.
  - Bebeto, ex-futebolista e político brasileiro.
- 1965
  - Dave Lombardo, baterista cubano-estadunidense.
  - Adama Barrow, político gambiano.
- 1966
  - Vítor Paneira, ex-futebolista e treinador de futebol português.
  - Peter Neustädter, ex-futebolista e treinador de futebol cazaque.
- 1968 — Warren Ellis, escritor e roteirista britânico.
- 1969
  - Dimas Teixeira, ex-futebolista português.
  - Fermín Cacho, ex-meio-fundista espanhol.
- 1970
  - Angelo Peruzzi, ex-futebolista italiano.
  - Tabitha Stevens, atriz estadunidense de filmes eróticos.
- 1971 — Amanda Holden, apresentadora, atriz e cantora britânica.
- 1972
  - Jerome Bettis, ex-jogador de futebol americano estadunidense.
  - Sarah Clarke, atriz estadunidense.
- 1973
  - Cathy Freeman, ex-atleta australiana.
  - Christian Bassedas, ex-futebolista e treinador de futebol argentino.
- 1974
  - Mahershala Ali, ator americano.
  - José Dominguez, ex-futebolista e treinador de futebol português.
  - Fanis Katergiannakis, ex-futebolista grego.
  - Tisir Al-Antaif, ex-futebolista saudita.
- 1975
  - Nanase Aikawa, cantora japonesa.
  - Jersson González, ex-futebolista colombiano.
- 1976 — Kyo, cantor, compositor e produtor musical japonês.
- 1977 — Máximo Kirchner, político argentino.
- 1978
  - Tia Hellebaut, atleta e química belga.
  - Gustavo Boccoli, ex-futebolista brasileiro.
- 1979 — Valentino Rossi, motociclista italiano.
- 1980 — Dawn Michele, cantora e compositora norte-americana.
- 1981
  - Jay Howard, automobilista britânico.
  - Qyntel Woods, ex-jogador de basquete americano.
  - Olivier Deschacht, ex-futebolista belga.
- 1982
  - Anis Ayari, ex-futebolista tunisiano.
  - Rickie Lambert, ex-futebolista britânico.
  - Lupe Fiasco, rapper americano.
- 1983
  - Agyness Deyn, modelo, atriz e cantora britânica.
  - Ustaritz, ex-futebolista espanhol.
- 1984
  - Oussama Mellouli, ex-nadador tunisino.
  - Sofia Arvidsson, ex-tenista sueca.
  - Lisandra Cortez, atriz brasileira.
  - Fábio Lucindo, ator, dublador, escritor e apresentador brasileiro.
- 1985
  - Stacy Lewis, golfista americano.
  - Ron Vlaar, ex-futebolista neerlandês.
  - Khaled Al Qahtani, futebolista kuwaitiano.
- 1986 — Diego Godín, futebolista uruguaio.
- 1987
  - Willy Aubameyang, ex-futebolista franco-gabonês.
  - Luc Bourdon, jogador de hóquei canadense (m. 2008).
  - Hasheem Thabeet, jogador de basquete tanzaniano.
- 1988
  - Kim Soo-hyun, ator e cantor sul-coreano.
  - Zhang Jike, jogador de tênis de mesa chinês.
  - Denílson, ex-futebolista brasileiro.
  - Diego Capel, futebolista espanhol.
  - Anderson Salles, futebolista brasileiro.
  - Andrea Ranocchia, ex-futebolista italiano.
- 1989
  - Elizabeth Olsen, atriz norte-americana.
  - Mu Kanazaki, futebolista japonês.
- 1990
  - The Weeknd, cantor, compositor e produtor canadense.
  - Hugo Soria, futebolista uruguaio.
- 1991
  - Alexandra de Luxemburgo.
  - Sergio Canales, futebolista espanhol.
  - Darwin Torres, futebolista uruguaio.
  - Katarzyna Piter, tenista polonesa.
  - Terrence Boyd, futebolista norte-americano.
  - Martín Tejera, futebolista uruguaio.
- 1992
  - André Ramalho, futebolista brasileiro.
  - Nicolai Boilesen, futebolista dinamarquês.
- 1993
  - Mike Weinberg, ator norte-americano.
  - Lucas Silva, futebolista brasileiro.
- 1994
  - Ava Max, cantora e compositora americana.
  - Matthew Knight, ator canadense.
  - Annika Beck, ex-tenista alemã.
  - Federico Bernardeschi, futebolista italiano.
  - Junior Ponce, futebolista peruano.
- 1995
  - Carina Witthöft, tenista alemã.
  - Béryl Gastaldello, nadadora francesa.
  - Jessica Hawkins, automobilista britânica.
- 1997 — Ricardo Graça, futebolista brasileiro.
- 1998 — Moreto Cassamá, futebolista guineense.
- 1999 — Girl in Red, cantora norueguesa.
- 2000
  - Koffee, cantor, compositor e rapper jamaicano.
  - Loïs Openda, futebolista belga.
  - Amine Gouiri, futebolista francês.

### Século XXI
- 2002
  - WIU, rapper brasileiro.
  - Joel Chima Fujita, futebolista japonês.
  - Fabian Rieder, futebolista suíço.
- 2003 — Cuiabano, futebolista brasileiro.
- 2005 — Eliesse Ben Seghir, futebolista marroquino.
- 2006 — Viviana Márton, taekwondista húngara.

## Mortes

### Anteriores ao século XIX
- 1043 — Gisela da Suábia, rainha da Germânia (n. 990).
- 1279 — Afonso III de Portugal (n. 1210).
- 1281 — Gertrudes de Hohenberg, rainha da Germânia (n. 1225).
- 1390 — Ruperto I, Eleitor Palatino do Reno (n. 1309).
- 1391 — João V Paleólogo, imperador bizantino (n. 1332).
- 1531 — Johannes Stöffler, matemático e astrônomo alemão (n. 1452).
- 1560 — Jean du Bellay, cardeal e diplomata francês (n. 1493).
- 1579 — Gonzalo Jiménez de Quesada, explorador espanhol (n. 1509).

### Século XIX
- 1837 — Gottfried Reinhold Treviranus, biólogo alemão (n. 1776).
- 1862 — William Pennington, advogado e político americano (n. 1796).
- 1899 — Félix Faure, comerciante e político francês (n. 1841).
- 1900 — Julius Schrader, pintor alemão (n. 1815).

### Século XX
- 1907
  - Clementina de Orléans, princesa de Orleães (n. 1817).
  - Giosuè Carducci, poeta e educador italiano (n. 1835).
- 1917 — Octave Mirbeau, jornalista, novelista e dramaturgo francês (n. 1848).
- 1926 — José Allamano, presbítero católico italiano (n. 1851).
- 1931 — Wilhelm von Gloeden, fotógrafo alemão (n. 1856).
- 1932
  - Ferdinand Édouard Buisson, acadêmico e político francês (n. 1841).
  - Edgar Speyer, financista e filantropo anglo-americano (n. 1862).
- 1944 — Dadasaheb Phalke, diretor, produtor e roteirista indiano (n. 1870).
- 1946 — Edgar Syers, patinador artístico britânico (n. 1863).
- 1957 — Josef Hofmann, pianista e compositor polaco-americano (n. 1876).
- 1958 — Benedito Lacerda, saxofonista, compositor e regente brasileiro (n. 1903).
- 1967 — Smiley Burnette, cantor, compositor e ator americano (n. 1911).
- 1970 — Francis Rous, patologista estadunidense (n. 1879).
- 1974 — John Garand, engenheiro canadense-americano (n. 1888).
- 1975 — Morgan Taylor, corredor e treinador americano (n. 1903).
- 1977 — Rózsa Péter, matemática húngara (n. 1905).
- 1980 — Erich Hückel, físico e químico alemão (n. 1895).
- 1986 — Tupãzinho, futebolista brasileiro (n. 1939).
- 1990 — Keith Haring, pintor e ativista estadunidense (n. 1958).
- 1992
  - Jânio Quadros, advogado e político brasileiro, 22.° presidente do Brasil (n. 1917).
  - Angela Carter, romancista e contista britânica (n. 1940).
  - Herman Wold, economista e estatístico norueguês-sueco (n. 1908).
- 1996 — Pat Brown, advogado e político americano (n. 1905).
- 1997 — Chien-Shiung Wu, física e acadêmica sino-americana (n. 1912).
- 1998 — Mary Amdur, toxicologista e pesquisadora de saúde pública americana (n. 1908).
- 1999 — Fritzi Burger, patinadora artística austríaca (n. 1910).
- 2000
  - Carlos Chagas Filho, médico, professor, diplomata, cientista e ensaísta brasileiro (n. 1910).
  - Lila Kedrova, atriz e cantora russo-francesa (n. 1909).
  - Nádia Maria, comediante brasileira (n. 1931).

### Século XXI
- 2001 — William Masters, ginecologista e sexologista americano (n. 1915).
- 2002 — Walter Winterbottom, futebolista e treinador britânico (n. 1913).
- 2004 — Doris Troy, cantora e compositora americana (n. 1937).
- 2007 — Herminio Iglesias, político argentino (n. 1929).
- 2009 — Stephen Kim Sou-hwan, cardeal sul-coreano (n. 1921).
- 2010
  - Arnaud Rodrigues, humorista brasileiro (n. 1942).
  - Rolando Toro Araneda, psicólogo, antropólogo, poeta e pintor chileno (n. 1924).
- 2011
  - Len Lesser, ator americano (n. 1922).
  - Justinas Marcinkevičius, poeta e dramaturgo lituano (n. 1930).
- 2012
  - Anthony Shadid, jornalista americano (n. 1968).
  - Gary Carter, jogador e treinador de beisebol americano (n. 1954).
- 2013 — Tony Sheridan, cantor, compositor e guitarrista britânico (n. 1940).
- 2014 — Jimmy Murakami, cineasta norte-americano (n. 1933).
- 2015 — Lesley Gore, cantora e compositora americana (n. 1946).
- 2016 — Boutros Boutros-Ghali, político e diplomata egípcio (n. 1922).
- 2019 — Bruno Ganz, ator suíço (n. 1941).
- 2021
  - Gustavo Noboa, político equatoriano (n. 1937).
  - Carmen Dolores, atriz portuguesa (n. 1924).
- 2024 — Alexei Navalny, advogado e líder da oposição russa (n. 1976).
- 2025 — Kim Sae-ron, atriz sul-coreana (n. 2000).

## Feriados e eventos cíclicos

### Internacional
- Dia da Independência - Lituânia

### Brasil
- Dia do Repórter

### Cristianismo
- Ana, a Profetisa
- Faustino de Bréscia
- Filipa Mareri
- José Allamano
- Juliana de Nicomédia
- Onésimo de Bizâncio
- Simão Fidati
- Simeão

## Outros calendários
- No calendário romano era o 14º dia (XIV) antes das calendas de março.
- No calendário litúrgico tem a letra dominical E para o dia da semana.
- No calendário gregoriano a epacta do dia é xiii.